# Nymphoides tonkinensis
Nymphoides tonkinensis är en vattenklöverväxtart som först beskrevs av Paul Louis Amans Dop, och fick sitt nu gällande namn av P.H. Hô. Nymphoides tonkinensis ingår i släktet sjögullssläktet, och familjen vattenklöverväxter. Inga underarter finns listade i Catalogue of Life.